# Fokker F28
O Fokker F28 Fellowship é uma aeronave de porte médio, projetada e construída pela indústria aeronáutica holandesa Fokker para atender mercados domésticos e regionais, entre os anos de 1967 e 1986.

## História

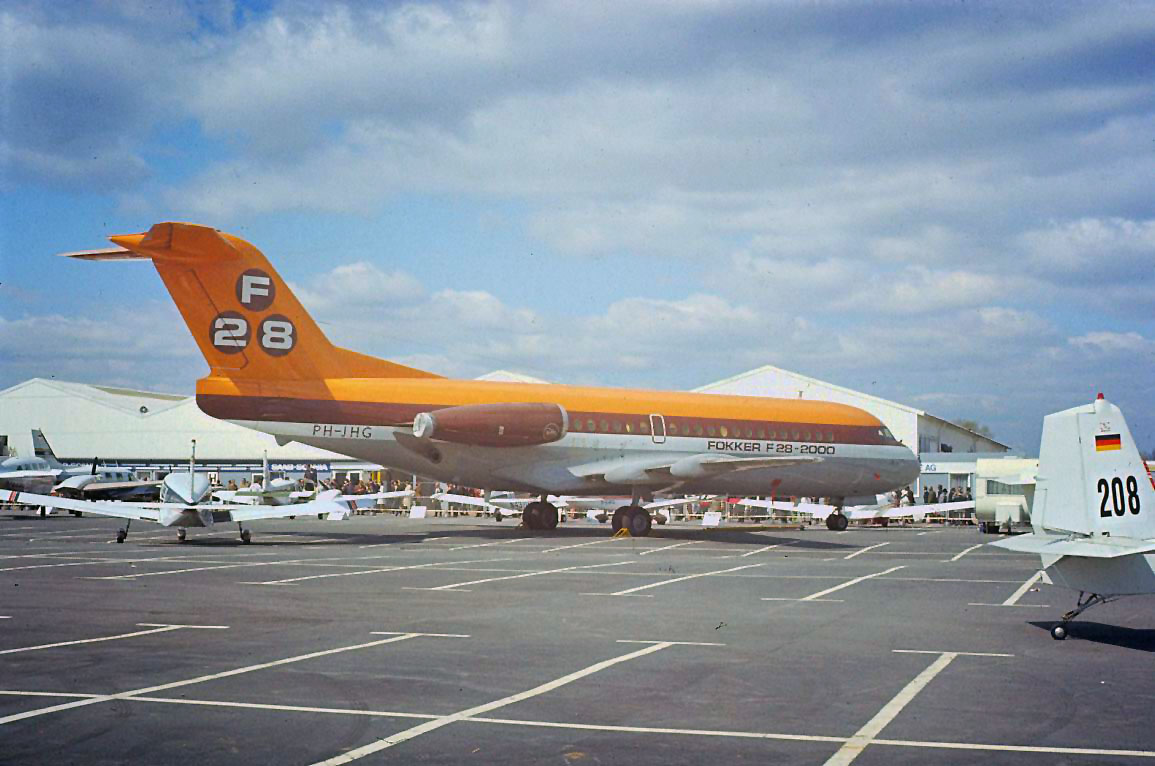
Protótipo do Fokker F28-2000

O F28 Fellowship foi desenvolvido para complementar o já bem sucedido turboélice Fokker F27 Friendship. A Fokker iniciou o seu desenvolvimento em 1960, depois de perceber que o mercado carecia de aeronaves com maior desempenho, motores a jato capacidade superior ao F27. Os detalhes iniciais do F28 foram divulgados em abril de 1962 e a produção da aeronave teve início em 1964. O primeiro dos três protótipos voou pela primeira vez em 9 de maio de 1967, com certificação e entrega ao cliente lançador do modelo em 24 de fevereiro de 1969. É o predecessor do Fokker MK-28, conhecido como Fokker 100.
O F28 foi desenvolvido em uma gama de modelos (vide derivações abaixo). A produção inicial foi do MK 1000, que possuía entre 55 e 65 assentos. O MK 2000 foi essencialmente semelhante, mas contou com um alongamento da fuselagem em 2,21 metros, o que aumentou a capacidade máxima para 79 passageiros.
Os MK 5000 e MK 6000 foram baseados nos MK 1000 e MK 2000, respectivamente, mas introduziram uma asa de extensão mais longa (1,49 metros). Essas versões não atraíram o interesse das companhias aéreas e apenas dois MK 5000 e MK 6000 foram construídos. Outra versão que não fez muito sucesso foi o MK 6600, que teria sido estendido em 2,21 metros, permitindo uma capacidade de até 100 assentos em um layout de alta densidade, destinado à companhias aéreas japonesas.
Os últimos modelos produzidos foram os MK 3000 e MK 4000, novamente com base no MK 1000 e MK 2000, respectivamente. Ambos introduziram uma série de melhorias.

## Derivações
- Mk 1000 Fellowship
- Mk 1000 C - Cargueiro
- Mk 2000 - Aumento na fuselagem
- Mk 5000 - Slots e maior envergadura das asas
- MK 6000 - Aumento na fuselagem
- MK 6600 - Aumento na fuselagem[3]

## Características
Birreator a jato para 65 passageiros, motorização Bristol Siddeley BS.75, mais tarde substituídos pelos Rolls-Royce Spey.

## Aeronaves Construídas e em Operação
Foram construídas e entregues 245 unidades, com poucas em operação.

## A falência da Fokker Aircraft
A falência ocorreu em 1996, após uma tentativa fracassada de salvamento por parte da corporação DASA / Daimler Chrysler européia.